# バート・ボリン
バート・ボリン（スウェーデン語: Bert Bolin, 1925年3月15日 - 2007年12月30日）は、スウェーデン王国の気象学者。気候変動に関する政府間パネル（IPCC）の初代議長。

## 経歴
スウェーデン中部セーデルマンランド県のニーショーピングに生まれた。1946年にウプサラ大学を卒業後、1956年にストックホルム大学で博士号を取得。その後、1961年から1990年まで同大学で気象学を教えた。また、欧州宇宙研究機構（現在の欧州宇宙機関）の科学ディレクターを務めた。
1988年、気候変動に関する政府間パネルが設立されると初代議長に選出された。地球温暖化問題への対応を世界各国に求め、地球温暖化対策における科学者の影響力を高めた。
2007年、胃癌のためストックホルムの病院で82歳で死去した。

## 受賞歴
ボリンの気候に関する調査は世界的にも高く評価され、
- カール＝グスタフ・ロスビー研究賞（1984年）
- タイラー賞（1988年）
- ケルバー欧州科学賞（1990年）
- ブループラネット賞（1995年）

などを受賞多数。

## 参考
1. ↑  Rodhe, H. (1991). Bert Bolin and his scientific career, Tellus 43AB (4), 3–7.